# Muorjejaure (Gällivare socken, Lappland)
Muorjejaure är en sjö i Gällivare kommun i Lappland och ingår i Luleälvens huvudavrinningsområde. Sjön har en area på 1,01 kvadratkilometer och ligger 455 meter över havet. Muorjejaure ligger i Sjaunja Natura 2000-område.

## Delavrinningsområde
Muorjejaure ingår i det delavrinningsområde (746806-166705) som SMHI kallar för Utloppet av Muorjejaure. Medelhöjden är 476 meter över havet och ytan är 3,05 kvadratkilometer. Räknas de 6 avrinningsområdena uppströms in blir den ackumulerade arean 81 kvadratkilometer. Muorjejåkkå (Spikajåkkå) som avvattnar avrinningsområdet har biflödesordning 3, vilket innebär att vattnet flödar genom totalt 3 vattendrag innan det når havet efter 262 kilometer. Avrinningsområdet består mestadels av skog (42 procent) och sankmarker (23 procent). Avrinningsområdet har 1,01 kvadratkilometer vattenytor vilket ger det en sjöprocent på 33,1 procent.